# 弥赛亚主义
弥赛亚主义（英語：Messianism）是相信彌賽亞会降临并拯救众人的信仰。弥赛亚主义起源于琐罗亚斯德教，后传入亞伯拉罕諸教，但其他宗教中也有类似概念。具有弥赛亚概念的宗教包括印度教（迦樂季）、犹太教（弥赛亚）、基督教（基督）、伊斯兰教（马赫迪和爾撒）、德鲁兹教（哈姆扎·本·阿里）、琐罗亚斯德教（苏什扬特）、佛教（彌勒菩薩）、道教（李弘真君）和巴比教（上帝将要显圣的祂）。
在犹太教中，弥赛亚将是大衛後裔的未来犹太君主，也将是犹太人和全人类的救赎者。在基督教中，耶稣是弥赛亚、救世主、救赎主和神。在伊斯兰教中，耶稣是一位先知，是犹太人的救世主，将会在世界末日来临之前回归。